# Zaldibia
Zaldibia – gmina w Hiszpanii, w prowincji Guipúzcoa, w Kraju Basków, o powierzchni 16,44 km². W 2011 roku gmina liczyła 1522 mieszkańców.